# کاواک‌دیبی (بتلیس)
کاواک‌دیبی (به ترکی استانبولی: Kavakdibi) یک منطقهٔ مسکونی در ترکیه است که در بیتلیس واقع شده‌است. کاواک‌دیبی ۲۷۰ نفر جمعیت دارد.